# Soja Jurjewna Burjak

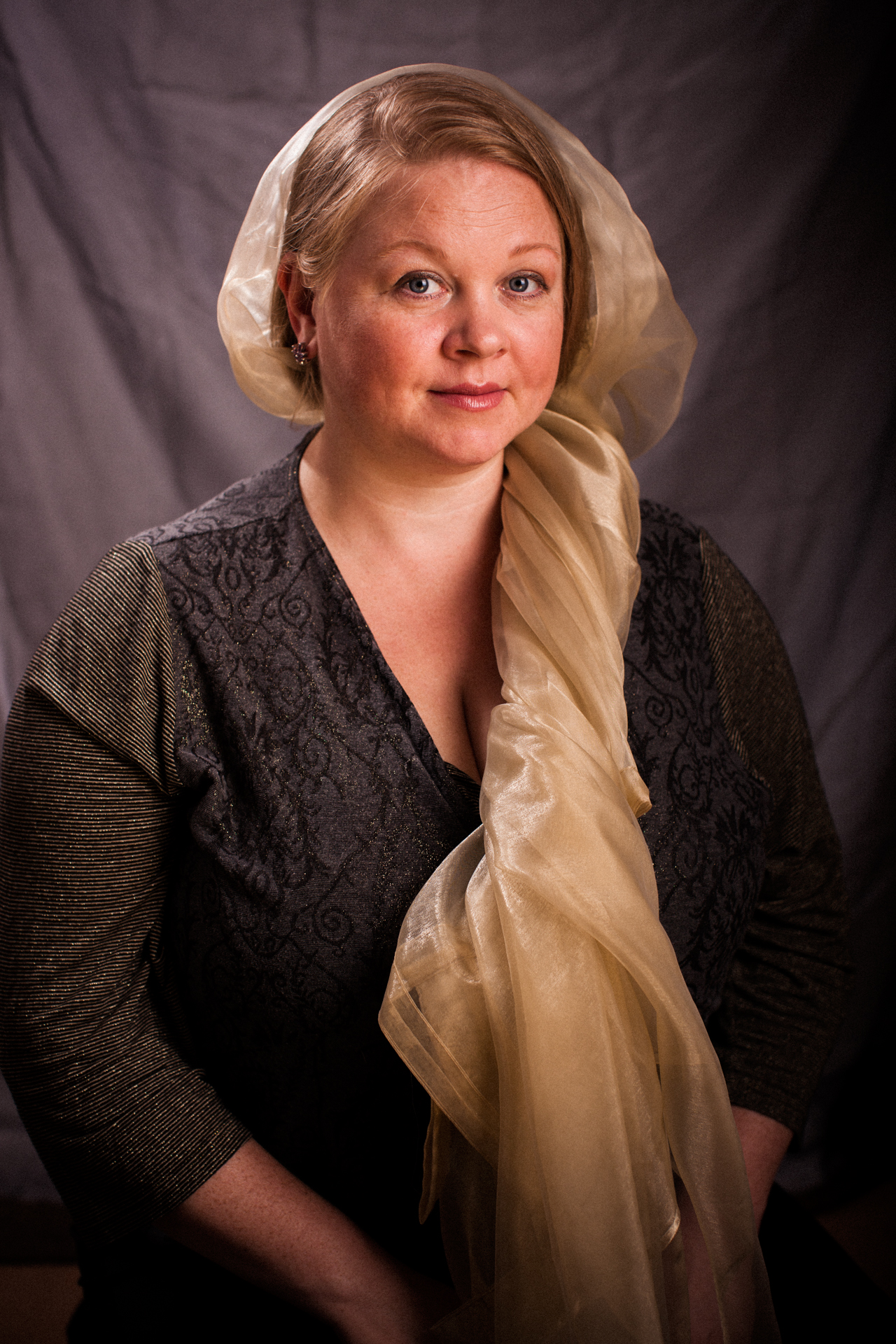
Soja Jurjewna Burjak im Jahr 2009

Soja Jurjewna Burjak (russisch Буряк, Зоя Юрьевна; * 6. April 1966 in Krasnojarsk, Sowjetunion) ist eine russische Schauspielerin.

## Leben
Soja Jurjewna Burjak wurde 1966 im sibirischen Krasnojarsk geboren. Seit Anfang der 1980er Jahre ist die Schauspielerin in Film und Fernsehproduktionen tätig. Sie wurde für ihre Rolle der Njura in dem 1994 veröffentlichten Film Die denkwürdigen Abenteuer des Soldaten Iwan Tschonkin (im Original Život a neobyčejná dobrodružství vojáka Ivana Čonkina) für den Český lev („Böhmischer Löwe“) als Beste Hauptdarstellerin nominiert. Ihr Schaffen umfasst bislang insgesamt mehr als 55 Produktionen für Film und Fernsehen.

## Filmografie
- 1987: Der kalte Sommer des Jahres 53 (Холодное лето пятьдесят третьего)
- 1994: Die denkwürdigen Abenteuer des Soldaten Iwan Tschonkin (Život a neobyčejná dobrodružství vojáka Ivana Čonkina)
- 2012: Ausgerechnet Sibirien